# Älmaren
Älmaren är en sjö i Västerviks kommun i Småland och ingår i Storån-Botorpsströmmens kustområde. Sjön har en area på 0,894 kvadratkilometer och ligger 48 meter över havet. Sjön avvattnas av vattendraget Blekhemsån.

## Delavrinningsområde
Älmaren ingår i det delavrinningsområde (641160-153744) som SMHI kallar för Mynnar i havet. Medelhöjden är 59 meter över havet och ytan är 63,97 kvadratkilometer. Det finns inga avrinningsområden uppströms utan avrinningsområdet är högsta punkten. Avrinningsområdets utflöde Blekhemsån mynnar i havet. Avrinningsområdet består mestadels av skog (68 %) och jordbruk (14 %). Avrinningsområdet har 5,02 kvadratkilometer vattenytor vilket ger det en sjöprocent på 7,8 %.